# Friazino
Friazino (en russe : Фрязино) est une ville de l'oblast de Moscou, en Russie. Sa population s'élevait à 57 252 habitants en 2013.
Friazino a le statut de la « Cité des Sciences » (naoukograd).

## Géographie
Friazino est située à 25 km au nord-est de Moscou.

## Histoire
Friazino a été formé par la réunion de plusieurs villages, connus depuis les années 1580. L'un d'eux s'appelait Friazinovka. En 1784, les villages reçurent le nom de Friazina, puis Friazino à partir de 1862. L'industrie prit son essor au début du XXe siècle avec la mise en service d'une usine textile et d'une briquèterie.
Après la Révolution russe et la nationalisation des usines, la localité se développa en une cité ouvrière, qui accéda au statut de commune urbaine en 1938, puis à celui de ville en 1951.
Friazino est aujourd'hui une cité scientifique spécialisée dans les équipements radio et électroniques. L'entreprise d'État de recherche et de production Istok, créée en 1946 à Friazino, est spécialisée dans les équipements électroniques de pointe. À l'époque soviétique, elle faisait partie du complexe militaro-industriel et employait 10 000 personnes en 1990.

## Population
Recensements (*) ou estimations de la population :
| 1926* | 1939* | 1959*  | 1970*  | 1979*  |
| ----- | ----- | ------ | ------ | ------ |
| 2 557 | 5 901 | 19 130 | 32 369 | 46 049 |

| 1989*  | 2002*  | 2010*  | 2012   | 2013   |
| ------ | ------ | ------ | ------ | ------ |
| 53 317 | 52 436 | 53 369 | 56 365 | 57 252 |

## Personnalités
- Aleksandr Balandine (1953–), cosmonaute soviétique;
- Stanislav Petrov (1939–2017), officier de l'Armée soviétique;
- Youri Maksimov (1978-), entrepreneur et PDG.